# Masaki Etō
 Masaki Etō (jap. 江藤正基 Etō Masaki; ur. 26 lutego 1954 w prefekturze Kagoshima) – japoński zapaśnik w stylu klasycznym. Srebrny medalista olimpijski w Los Angeles 1984 w kategorii 57 kg.
Mistrz świata w 1983, zdobywca Pucharu Świata w 1982 roku.